# Енвер Косо
Енвер Косо (Горажде 5. мај 1956) је биши југословенски босанскохерцеговачки и рукометаш и тренер. 

## Биографија
Рукометом се почео бавити 1968. у родном граду. Био је првотимац Рукометног клуба „Раднички“, Горажде (1971–1977), са којим је био јуниорски првак СФРЈ и у више наврата јуниорски првак СР Босне и Херцеговине. Потом је играо за РК „Борац“, Бања Лука (1977–1985), са којим је освојио Куп Југославије (у сезони 1978/79) и првенство Југославије (1980/81). Касније је прешао у швајцарски клуб „Сент Отмар“ из Сент Галена (1985–1994), са којим је био првак Швајцарске (1985) и освајач Купа Швајцарске (1985). Од 1994. до 1998. био је члан швајцарског клуба „Госау“ из истоименог мјеста, у коме је и завршио играчку каријеру. Од 1990. до 2021. радио је као наставник физичког васпитања у школи. Био је тренер Женског рукометног клуба „Сент Отмар“ из Сент Галена, са којим је био првак Швајцарске (2007), а потом и тренер РК „Арбон“ из Хорна. Тренерским послом престао се бавити 2018. године. За репрезентацију СФРЈ наступао је 35 пута. Поред осталог, као члан репрезентације, учествовао је на Олимпијским играма у Москви (1980) и на Свјетском јуниорском првенству у рукомету у Шведској (1980), на којем је освојио бронзану медаљу. Добитник је Двадесетпетомајске награде СОФК-а Бања Лука.